# Ungvárnémeti Tóth László
Ungvárnémeti Tóth László (Kistokaj, 1788. február 17. – Bécs, 1820. augusztus 31.) magyar költő.

## Élete
Született 1788. február 17-én Kistokajon (Borsod megye), ahol atyja református lelkész volt. Tanulmányait Miskolcon kezdte; azután Sárospatakon teológiát hallgatott, 1810-ben pedig növendékeivel Eperjesre ment német nyelvet tanulni. Itt ismerkedett meg Kazinczy Ferenccel, ki őt barátságára méltatta.
1814-ben a pesti egyetemre ment, hol orvostudományt tanult; de szabad óráit ezentúl is a költészetnek szentelte s műveit készítette nyomtatás alá. Itthon azonban erős polemiába keveredett sárospataki megtámadóival. (L. Terhes Sámuel).
1816-ban Budán katolikus hitre tért és 1818-ban Bécsbe ment orvosi tanulmányait bevégezni, de mielőtt célját elérhette volna, az orvossá avatása előtt 1820. augusztus 31-én meghalt, valószínűleg kolerában.
Költeményeiből többet közölt az akkor megjelenő időszaki hírlapokban és évkönyvekben: Magyar Kurir (1819. I. 20. sz.), Szépliteraturai Ajándék (1821.), Zsebkönyv (1821-22.) stb.

## Művei
- Versei. Pest, 1816. Online
- Nárcisz vagy a’ gyilkos önn-szeretet (drámai költemény, 1816. )
- Poétai levél tek. Czinke Ferencz urhoz. Pest, 1816 (Két poétai levél II.)
- Gyász-tisztelet Hermine császárné főherczegnének József ausztriai császári főherczeg Magyarország nádora feleségének halálára. Pest, 1817.
- In honores III. ac Rev. Dni Francisci Madarassy, electi episcopi Ansariensis ad excelsum consilium regium locuntenentiale hungaricum consiliarii, dum III. nonarum Martii anni 1817. felicibus auspiciis monus suum iniret. Pest (költemények)
- Görög versei. Magyar tolmácsolattal. Pest, 1818. Online
- Piis manibus Francisci Győry, Viennae, die 20. Maii, anni 1819, hely nélkül (költemények)
- Öröm ének a párisi arany sasnak a Nemzeti Múzeumba béavatásakor, hely és év nélkül
- Levelei Kazinczy Ferenczhez (Kazinczy Ferenc levelezése XIII-XVII)
- Nárcisz vagy A' gyilkos önn-szeretet, 1816; közread. Hermann Zoltán, sajtó alá rend. Pintér Patrik; Ráció, Bp., 2005
- "Szépet szépen". Válogatott költemények; vál., szöveggond. János István; BAZ Megyei Múzeumok Igazgatósága, Miskolc, 2005 (Poétai gyűjtemény)
- Ungvárnémeti Tóth László művei; sajtó alá rend. Merényi Annamária, Tóth Sándor Attila, görög szöveggond. Bolonyai Gábor; Universitas, Bp., 2008 (Régi magyar költők tára, XVIII. század)

Lásd még: A felvilágosodás korának magyar irodalma

## Feldolgozások a művészetben
A rövid életű költő személye két évszázadig úgyszólván feledésbe merült, újrafelfedezője Weöres Sándor volt. Ezután művészeti alkotások megihletője lett. Ezek közül a legismertebb Weöres Sándor Psyché című verses regénye. Ennek feldolgozása Bódy Gábor 1980-ban készült filmje (Nárcisz és Psyché).